# Focke-Achgelis

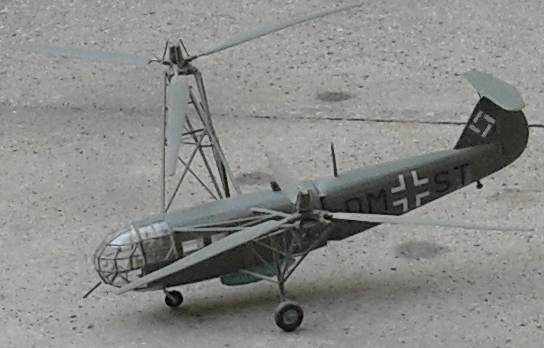
Modell av Focke-Achgelis Fa 223 Drache

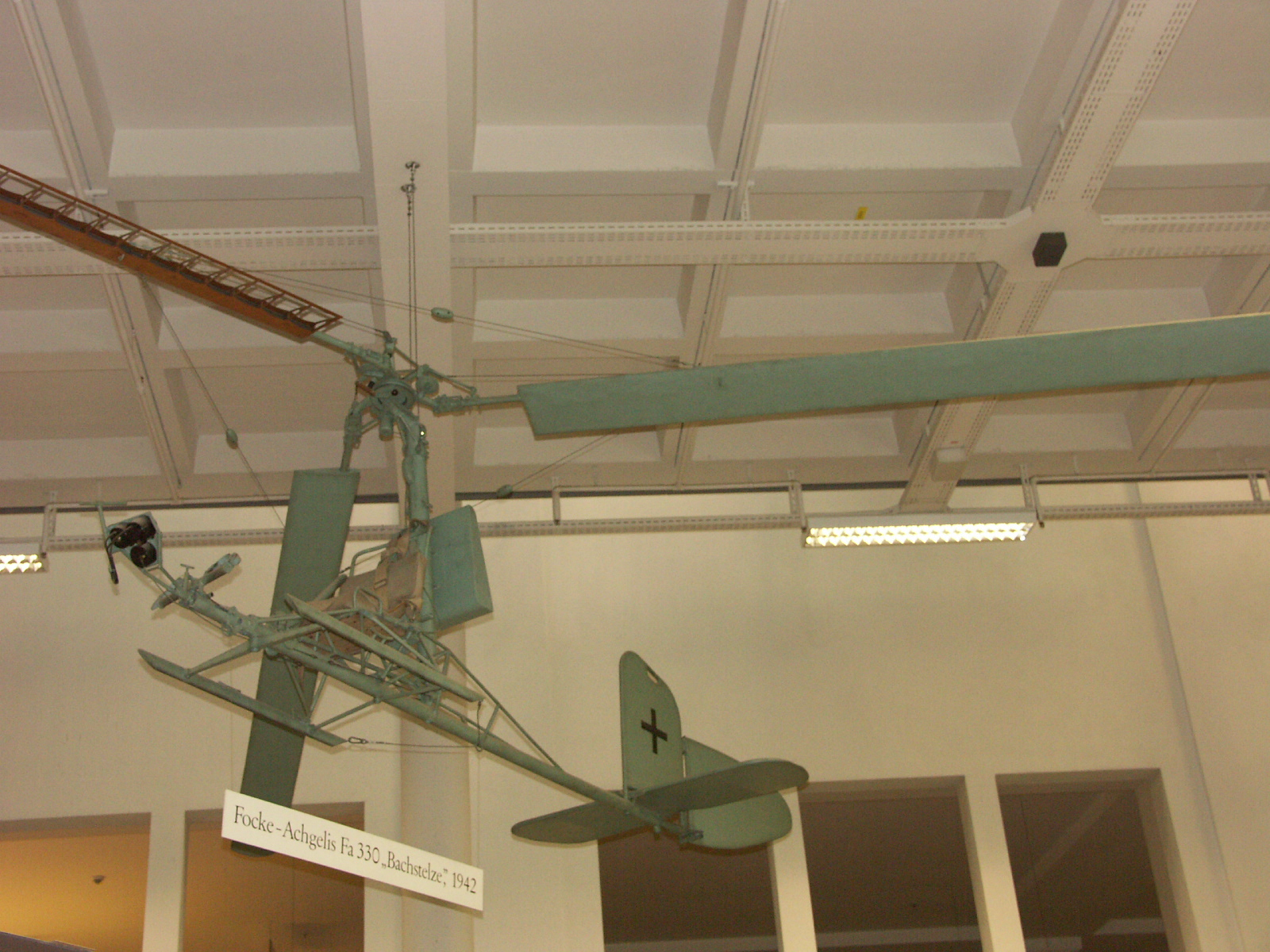
Gyrokoptern Focke-Achgelis Fa 330 Bachstelze från 1943

Focke-Achgelis & Co. GmbH var en tysk tillverkare av rotorflygplan, som grundades 1937 av Henrich Focke och Gerd Achgelis, som var tysk mästare i konstflygning.
Henrich Focke tvingades ut från Focke-Wulf Flugzeugbau GmbH, vilket han varit medgrundare till 1924, på grund av påtryckningar av aktieägarna. Bolaget togs över av AEG, men strax därefter  föreslog Reichsluftfahrtministerium, som imponerats av helikoptern Focke-Wulf Fw 61 att Focke skulle grunda ett nytt företag för utveckling av helikoptrar. Ministeriet upprättade en kravspecifikation, som bland annat innehöll kravet på en nyttolast på 700 kg. 
Focke grundade Focke-Achgelis i Hoykenkamp, nära Bremen i Tyskland, den 27 april 1937, i partnerskap med piloten Gerd Achgelis. Han började utveckla flygfordon i Delmenhorst 1938.

## Utvecklingsprojekt
- Focke-Achgelis Fa 223 Drache, transporthelikopter (20 tillverkade)
- Focke-Achgelis Fa 225 gyrokopter/glidflygplan (prototyp), 1942
- Focke-Achgelis Fa 266 Hornisse, helikopter (prototyp)
- Focke-Achgelis Fa 269, VTOL-flygplansprojekt (enbart på projektstadiet)
- Focke-Achgelis Fa 284, stor transporthelikopter (enbart på projektstadiet)
- Focke-Achgelis Fa 325 Krabbe, tungt helikopter (enbart på projektstadiet)
- Focke-Achgelis Fa 330 Bachstelze, autogyro, 1942[1]
- Focke-Achgelis Fa 336 lätt helikopter (prototyp), 1944